# Robert Surtees (filmfotograf)
Robert Surtees, född 1906 i Covington i Kentucky, död 1985 i Monterey i Kalifornien, var en amerikansk filmfotograf. Han vann tre Oscar för bästa foto.

## Filmografi (i urval)
- 1950 – Kung Salomos skatt
- 1952 – Illusionernas stad
- 1958 – De tysta husens dal
- 1959 – Ben-Hur
- 1962 – Myteriet på Bounty
- 1971 – Den sista föreställningen
- 1973 – Bortom horisonten

## Priser och utmärkelser
- Oscar för bästa filmfotografi (färg), för Kung Salomos skatt,  29 mars 1951[4]
- Oscar för bästa filmfotografi (svart-vitt), för Illusionernas stad,  19 mars 1953[5]
- Oscar för bästa filmfotografi (färg), för Ben-Hur,  4 april 1960[6]

[Redigera Wikidata]